# Élton Arábia
Élton José Xavier Gomes, genannt Élton (* 7. April 1986 in Palmeira dos Índios, Alagoas) ist ein brasilianischer ehemaliger Fußballspieler.

## Karriere
Éltons Karriere startete in der Jugendabteilung des brasilianischen Großvereins Corinthians São Paulo. Ab 2004 wurde im Profikader gelistet und kam vereinzelt zu Einsätzen. In der Saison 2006 wurde er an den Konkurrenten AD São Caetano verliehen. Dort reichte es für ihn aber nur zu drei Einsätzen in der Série A. 2008 folgte der erste Überseewechsel – er unterschrieb in Bukarest bei Steaua.
Nach einem halben Jahr zog es ihn in die Saudi Professional League zu al-Nasr FC. Nach zwei Jahren wurde ablösefrei an Fortaleza EC abgegeben. Dort absolvierte er 14 Spiele in der Sèrie B und schoss ein Tor. Nach dieser halben Spielzeit folgte der Wechsel zu Dubai SC mit anschließender Ausleihe zu al-Wasl, bei denen er die GCC Champions League gewann. Im Juli 2010 folgte die erneute Rückkehr nach Brasilien zu Sport Recife. Am Ende der Saison 2010 zog es ihn erneut nach Saudi-Arabien, zu al-Fateh. Élton blieb dort mehr als fünf Jahre, absolvierte 121 Ligaspiele und gewann 2012/13 überraschend die Meisterschaft.
Im Sommertransferfenster 2016/17 schloss er sich dem katarischen Zweitligisten al-Mesaimeer an. Nach einer halben Spielzeit erfolgte die Rückkehr ins saudische Oberhaus zu al-Qadisiyah. Ende Juli 2019 kehrte Élton nach Brasilien zurück. Er unterzeichnete einen Kontrakt beim Clube de Regatas Brasil.

## Erfolge
Corinthians
- Série A: 2005

al-Wasl
- GCC Champions League: 2010

al-Fateh
- Saudi Professional League: 2012/13
- Saudi Super Cup: 2013